# Bengt Zikarsky
Bengt Zikarsky (Erlangen, 17 luglio 1967) è un ex nuotatore tedesco.
Specializzato nello stile libero, ha vinto una medaglia di bronzo nella staffetta 4x100 alle Olimpiadi di Atlanta 1996. È il fratello gemello di Björn Zikarsky.

## Palmarès
- Olimpiadi

Atlanta 1996: bronzo nella 4x100m sl.
- Mondiali

Perth 1991: argento nella 4x100m sl.
- Europei

Bonn 1989: oro nella 4x100m sl.
Sheffield 1993: bronzo nella 4x100m sl.